# 盧阿普拉
8°38′S 29°10′E / 8.633°S 29.167°E

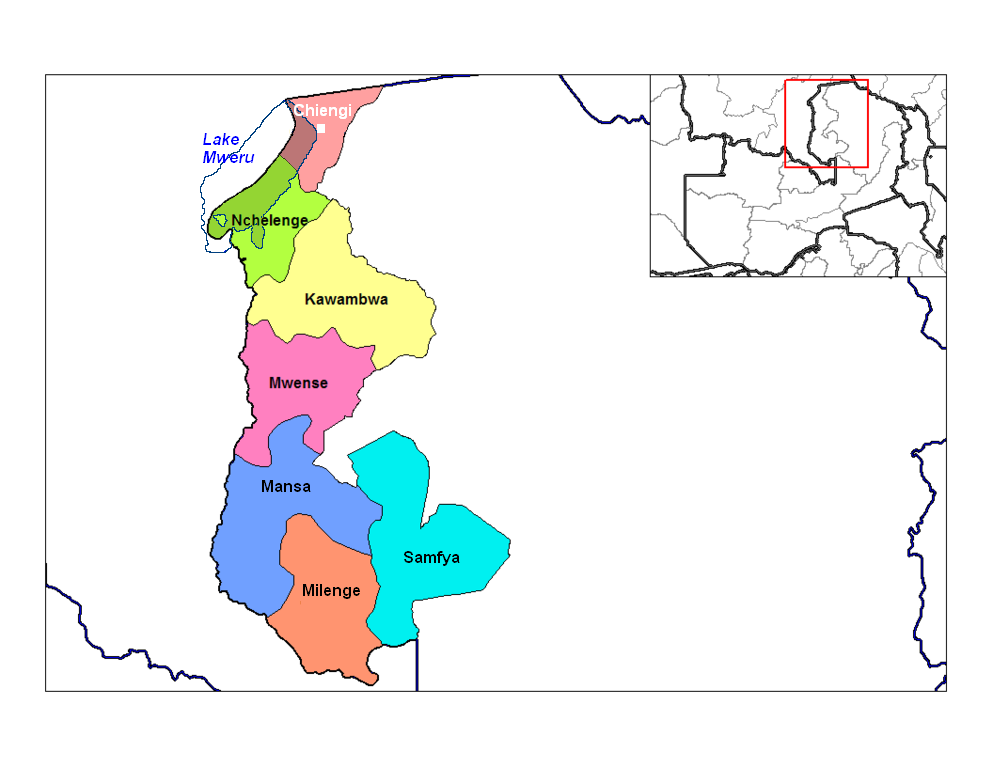

盧阿普拉（英語：Chiengi），是贊比亞的城鎮，位於該國北部，由盧阿普拉省負責管轄，是奇恩吉縣的首府，處於姆韋魯湖東北端，海拔高度921米，2010年人口9,161。